# Scaptodrosophila claytoni
Scaptodrosophila claytoni är en tvåvingeart som beskrevs av Klinken 1997. Scaptodrosophila claytoni ingår i släktet Scaptodrosophila och familjen daggflugor. Inga underarter finns listade i Catalogue of Life.